# UCLA Bruins
UCLA Bruins (en español: Los Oseznos de la UCLA) es el nombre de los equipos deportivos de la Universidad de California en Los Ángeles. Los Bruins, en categoría masculina y femenina, participan en la División I de la NCAA como parte de la Pacific-12 Conference y de la Mountain Pacific Sports Federation (MPSF). El equipo de fútbol americano compite en la subdivisión Football Bowl de la División I de la NCAA. 
La UCLA es la segunda Universidad que ha ganado más campeonatos de la NCAA, solamente por detrás de la Universidad de Stanford. En 2007, el equipo femenino de waterpolo, dio a la Universidad su centésimo título nacional.
UCLA ofrece 11 programas de deportes masculinos y 14 programas femeninos.
La UCLA dispone de excelentes instalaciones deportivas. El equipo de fútbol americano juega sus encuentros en el Rose Bowl desde 1982, mientras que el de baloncesto y gimnasia lo hace en el Pauley Pavilion, un pabellón con capacidad para 12.829 espectadores que fue inaugurado en 1965. Los equipos de fútbol juegan desde 2018 en el Wallis Annenberg Stadium, y el equipo de béisbol lo hace en el estadio Jackie Robinson.

## Colores

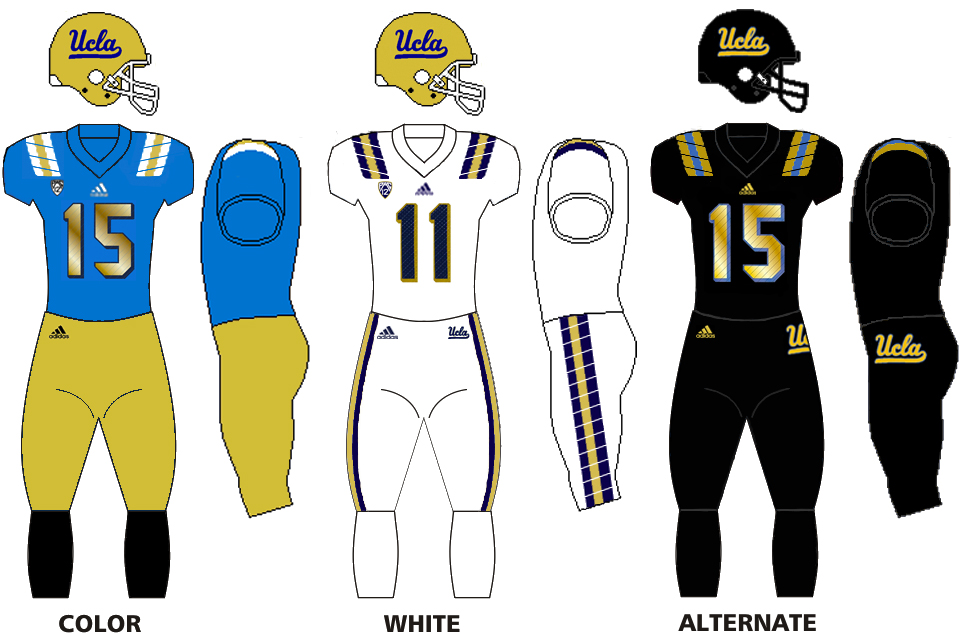
Equipación del equipo de fútbol americano de 2015.

Los equipos deportivos de UCLA son el azul (#2D68C4) y el dorado. Durante los primeros años de historia de la Universidad, sus equipos vestían los mismos colores que la Universidad de California en Berkeley; que son el azul yale (#00356B) y el dorado.
En 1949, el entonces entrenador de fútbol americano, Red Sanders, rediseñó los uniformes y cambió el azul yale por un tono de azul más claro. 
A pesar de esto, los equipos de la UCLA usan distintos tonos de azul en sus equipaciones. Las segundas vestimentas usan como color predominante el azul marino.

## Equipos
Equipos oficiales de UCLA:
| - Masculino - Atletismo ° - Baloncesto - Cross - Fútbol - Golf - Tenis - Waterpolo - Béisbol - Voleibol - Fútbol americano | - Femenino - Atletismo ° - Baloncesto - Cross - Fútbol - Golf - Tenis - Waterpolo - Softball - Voleibol - Voleibol de playa - Gimnasia - Natación - Remo |
| ° - La modalidad de atletismo incluye interior y exterior.                                                                 | |

### Atletismo
La sección de atletismo de la Universidad es el que más títulos individuales de la NCAA ha aportado; hasta 129 atletas han sido campeones de la NCAA en las diversas disciplinas que engloba el deporte. En el plano colectivo, los equipos masculino y femenino de atletismo han ganado un total de 13 títulos en la competición por equipos.
Entre los atletas más condecorados que han pasado por la UCLA se encuentran: Ron Copeland (campeón de relevo 4 x 100 metros, relevo 4 x 400 metros y 110 metros vallas), Benny Brown (campeón de relevo 4 x 400 metros tres veces, y campeón de los 400 metros lisos), Greg Foster (campeón de 110 metros vallas dos veces y 200 metros lisos), Kevin Young (campeón de relevo 4 x 400 metros dos veces y 400 metros vallas dos veces), Janeene Vickers (campeona de relevo 4 x 400 metros y tres veces campeona de los 400 metros vallas), Tracie Millett (tricampeona de lanzamiento de peso y campeona de lanzamiento de disco), Dawn Dumble (tricampeona de lanzamiento de peso y campeona de lanzamiento de disco), John Godina (bicampeón de lanzamiento de disco y tricampeón de lanzamiento de peso), Amy Acuff (cinco veces campeona de salto de altura), Meb Keflezighi (bicampeón de 5000 metros lisos y campeón de 10000 metros lisos), Seilala Sua (cuatro veces campeona de lanzamiento de disco y tres veces campeona de lanzamiento de peso), Tracy O'Hara (tricampeona de salto con pértiga), Lena Nilsson (campeona de relevo 4x4000, 1500 metros lisos y 800 metros lisos).
UCLA Bruins se ha caracterizado por ser la casa de muchos medallistas olímpicos, como por ejemplo: Craig Dixon (medallista en Londres 1948), Wayne Collet (medallista en Múnich 1972), James Butts (medallista en Montreal 1976), Maxie Parks (medallista en Montreal 1976), Dave Laut (medallista en Los Ángeles 1984), Florence Griffith (medallista en Los Ángeles 1984 y Seúl 1988), Andre Philipps (medallista Seúl 1988), Jackie Joyner (medallista en Ángeles 1984, Seúl 1988, Barcelona 1992 y Atlanta 1996), Steve Lewis (medallista en Seúl 1988 y Barcelona 1992), Gail Devers (medallista en Barcelona 1992 y Atlanta 1996), Ato Boldon (medallista en Atlanta 1996 y Sídney 2000), Monique Henderson (medallista olímpica en Atenas 2004 y Pekín 2008), Sheena Tosta (medallista en Pekín 2008).

### Baloncesto masculino
Los Bruins, cuyos orígenes se remontan a 1920, poseen el récord de 11 campeonatos de la NCAA ganados, más que ningún otro equipo universitario. El equipo de UCLA entrenado por John Wooden ganó 10 títulos en 12 temporadas, entre 1964 y 1975, incluidos 7 consecutivos entre 1967 y 1973. En los últimos años, el entrenador de los Bruins, Ben Howland, parece hacer volver al equipo a la élite nacional, habiéndose presentado tres veces consecutivas en la Final Four entre 2006 y 2008. En 1965 fue construido el Pauley Pavilion, donde juega actualmente sus partidos como local el equipo de baloncesto.
Un total de 70 jugadores de los Bruins han llegado a jugar en la NBA. Por las plantillas de la UCLA han pasado jugadores como Rafer Johnson, Gail Goodrich, Kareem Abdul-Jabbar, Bill Walton, Russell Westbrook, Reggie Miller, Walt Hazzard, Arron Afflalo, Trevor Ariza, Matt Barnes, Baron Davis, Ryan Hollins, Kevin Love Lonzo Ball y Dan Gadzuric.
Entre los récords de la NCAA que ha conseguido el equipo de baloncesto masculino destacan los 88 partidos consecutivos ganados en la fase regular entre 1971 y 1974, hazaña que sigue vigente en el baloncesto masculino, pero que se vio superada por el equipo femenino de UConn Huskies, que ganó 91 partidos seguidos.
En marzo de 2013, UCLA rescindió el contrato de su entrenador Ben Howland, tras perder contra Minnesota 83-63. El actual entrenador del equipo masculino es Steve Alford, que había dirigido antes los equipos de New Mexico y Iowa.
Récords de la NCAA

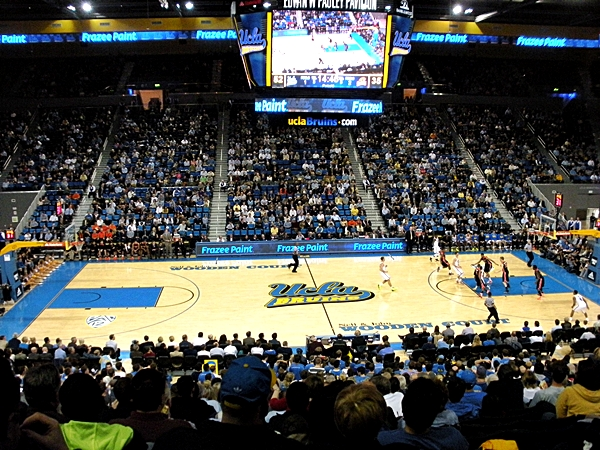
Partido entre UCLA y Oregon State, en el Pauley Pavilion en enero de 2013.

El equipo de baloncesto de UCLA posee varios récords de la NCAA:
- 11 títulos de la NCAA.
- 7 títulos consecutivos de la NCAA (1967-1973).[15]
- 13 apariciones en la final de la NCAA.[21]
- 17 apariciones en la Final Four.
- 10 Final Four consecutivas (1967-1976).
- 26 victorias en Final Four.
- 38 victorias consecutivas en partidos del torneo de la NCAA (1964-1974).[15]
- 134 semanas como número 1 en la lista AP Top 25 de los mejores equipos universitarios.
- 221 semanas consecutivas en la lista AP Top 25 (1966-1980).
- 54 temporadas consecutivas con porcentaje de victorias superior al 50% (1949-2002).
- 88 partidos consecutivos ganados en la fase regular (1971-1974).[18]

### Baloncesto femenino
El programa femenino de baloncesto de la universidad fue establecido en 1974, y su primer entrenador fue Kenny Washington. Desde su creación hasta 1984, el equipo compitió en la AIAW, año en el que empezó a jugar en la NCAA.
Entre sus logros se encuentran el campeonato de la AIAW ganado en 1978 y el campeonato WNIT en 2015. En 2017, el equipo anotó 129 puntos en el partido inaugural de la temporada, siendo el récord hasta la fecha de puntos anotados en la historia de los debuts de temporada.
Al igual que el equipo masculino, los partidos del equipo de baloncesto femenino se juegan en el Pauley Pavilion. Desde 2011, la entrenadora del equipo es Cori Close. Por la plantilla de UCLA han pasado jugadoras como Denise Curry, Jackie Joyner-Kersee, Ann Meyers, Noelle Quinn, Sandra Van Embricqs y Natalie Williams entre otras.

### Béisbol
El equipo de béisbol fue fundado en 1920 con Fred W. Cozens como entrenador. Entre los entrenadores que más temporadas han estado al frente del equipo de UCLA se encuentran A. J. Sturzenegger (10 temporadas), Arthur Reichle (29 temporadas), Gary Adams (29 temporadas), y John Savage, que es entrenador desde 2005. El equipo juega sus partidos como local en el estadio Jackie Robinson, inaugurado en 1981, que es el más pequeño de la conferencia con una capacidad de 1.820 espectadores.
El único título de campeón de la NCAA conseguido por el equipo de béisbol fue el de 2013, temporada en la que consiguió ganar 39 de los 56 partidos de la liga regular, tras ganar en la final a Mississippi State Bulldogs.
Muchos jugadores de UCLA han terminado jugando en la Liga Mayor de Béisbol (MLB). Algunos de los nombres que destacan de las plantillas de UCLA son: Chase Utley, Trevor Bauer, Gerrit Cole, Brandon Crawford, Josh Karp, Bill Scott, John Brandt, Eric Valent, Jim Parque, Troy Glaus, Shane Mack, Jon Olsen y Cody Decker. En toda su historia, 16 jugadores han sido nombrados miembros del equipo nacional de béisbol de Estados Unidos.

### Cross
El programa de cross, tanto masculino como femenino, de la UCLA se instauró en 1997. En la categoría masculina, el equipo ha participado 13 veces en el campeonato de la NCAA, siendo la quinta posición conseguida en las temporadas de 1981 y 1982 los mejores registros conseguidos en la historia. En cuanto a la competición femenina, han conseguido presentarse hasta once veces en el campeonato de la NCAA, siendo su mejor marca la sexta posición conseguida el año 1986. En 2014, tanto el equipo masculino como el femenino, consiguieron calificarse para el Campeonato NCAA, cosa que no pasaba desde 1985.

### Fútbol americano
El equipo de fútbol americano surgió por primera vez en 1919, con Fred Cozens como entrenador. Aun así, UCLA no participó en la liga de su conferencia hasta 1920, con lo cual la primera temporada el equipo compitió en una liga local.
UCLA ha jugado la final de la Rose Bowl en 12 ocasiones, ganando 5 de ellas. Además, han sido campeones de su conferencia hasta 17 ocasiones. En 1954 ganaron su primer y único título nacional con Henry Russell Sanders como entrenador. 

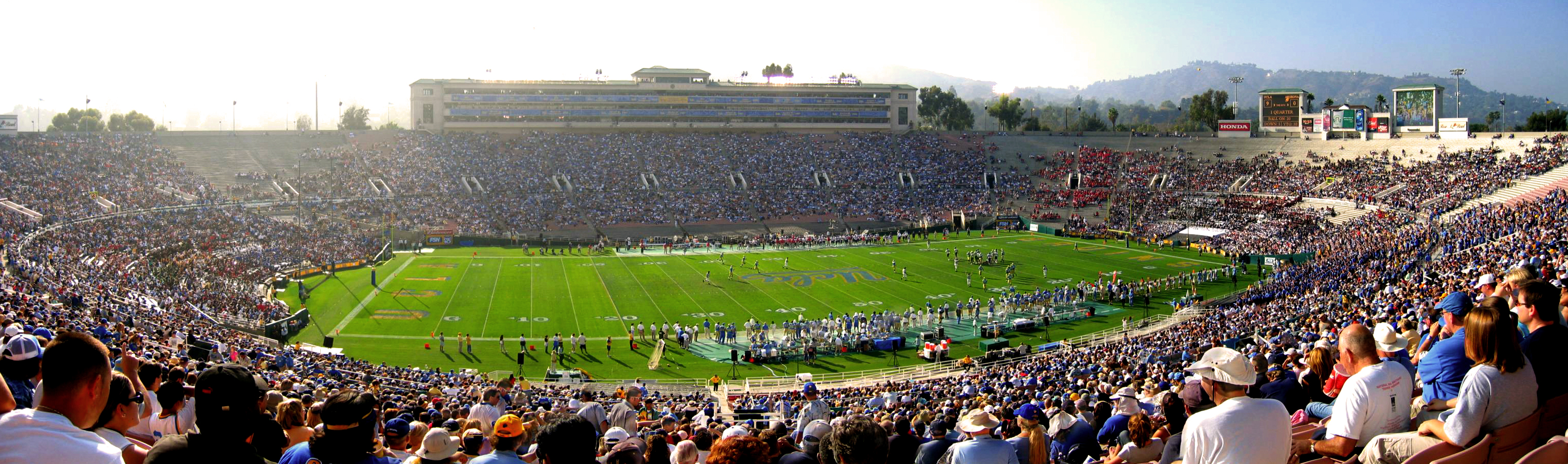
Imagen panorámica del estadio Rose Bowl.

Entre los jugadores que han formado parte de UCLA se encuentran Jackie Robinson, Gary Beban, Tom Fears, Troy Aikman, Jimmy Johnson, Mark Harmon y Tommy Maddoz. En total, 15 jugadores y entrenadores de UCLA han sido nombrados miembros del Salón de la Fama del Fútbol Americano Universitario.
Desde 1982, el equipo de fútbol americano juega en el estadio Rose Bowl. UCLA ha tenido 17 entrenadores desde su instauración, siendo Terry Donahue el que más temporadas seguidas ha estado al frente del equipo (entre 1976 y 1995). El actual entrenador es Chip Kelly, que lleva en el cargo desde noviembre de 2017.

### Fútbol femenino
Al igual que el equipo masculino, la UCLA tiene equipo femenino de fútbol desde 1937. Desde su creación, han ganado el campeonato Pac-10 en ocho ocasiones y en 2013 ganaron el campeonato de la NCAA por primera y única vez en su historia, aunque han sido subcampeonas en 3 ocasiones.
El equipo jugó sus partidos como local en el Drake Stadium hasta 2017, año en el que se trasladaron al Wallis Annenberg Stadium. Desde 2013, el equipo está entrenado por Amanda Cromwell, exjugadora del equipo nacional femenino de fútbol de Estados Unidos. Previamente, el banquillo había estado ocupado por B.J. Snow y Jill Ellis, actual seleccionadora estadounidense.
Jugadoras como Lauren Barnes, Abby Dahlkemper, Megan Oyster, Jessie Fleming,Alex Morgan, Lauren Holiday, Sydney Leroux, Sam Mewis, Iris Mora, Jill Oakes, Chelsea Stewart y Rosie White, han formado parte del equipo de la Universidad en diferentes etapas.

### Fútbol masculino
La UCLA tiene equipo de fútbol masculino desde 1937, con Dan Stevenson como entrenador. Desde 1940 a 1947, el equipo no participó en ninguna competición. En 1959 empezaron a competir en la División I de la NCAA, y desde entonces han ganado el campeonato en cuatro ocasiones.
Desde 1969 hasta 2017, el equipo jugó en el Drake Stadium, situado dentro del campus universitario de la UCLA. En 2018 pasaron a jugar sus partidos como locales en el estadio Wallis Annenberg. En toda su historia, el equipo masculino de fútbol ha tenido 10 entrenadores, entre los que destacan Jock Stewart (17 temporadas), Sigi Schmid (18 temporadas), y Jorge Salcedo, que lleva en el cargo desde 2004.
Entre los jugadores que han pasado por las filas de UCLA se encuentran Cobi Jones, Carlos Bocanegra, Benny Feilhaber, Jonathan Bornstein, Marvell Wynne, Brad Friedel, Joe-Max Moore, y Eddie Lewis entre muchos otros.

### Gimnasia artística
El programa de gimnasia artística femenina de la universidad se instauró en 1974, y empezó a competir en 1977 con Lee Ann Lobdill como entrenadora. Inicialmente, también se formó un equipo de gimnasia masculino que fue suspendido en 1995 debido a un recorte presupuestario. Entre los gimnastas que pasaron por el equipo destacan Tim Daggett, Mitchell Gaylord, Stephen McCain, Peter Vidmar y Chris Waller, que es actualmente uno de los entrenadores del equipo femenino. Dicho equipo se proclamó campeón de la NCAA en dos ocasiones (1984 y 1987).
El equipo femenino ha ganado 7 veces el campeonato NCAA, todas bajo el liderato de Valorie Kondos Field, que lleva entrenando al equipo desde 1991. En 2018 se anunció que sería la última temporada de Kondos Field al mando del equipo. En mayo de 2019 se anunció que Chris Waller sería el nuevo entrenador del equipo de gimnasia. UCLA se ha caracterizado por incorporar a sus filas gimnastas de élite con gran reconocimiento internacional entre las que destacan Samantha Peszek (medallista olímpica en Pekín 2008), Elyse Hopfner (medalla de bronce en el mundial de 2006), Kristen Maloney (medallista olímpica en Sídney 2000), Tasha Schwikert (medallista olímpica en Sídney 2000), Mohini Bhardwaj (medallista olímpica en Atenas 2004), Kyla Ross (medallista olímpica en Londres 2012), y Madison Kocian (medallista olímpica en Río 2016), entre muchas otras.
El primer campeonato NCAA conseguido por UCLA fue en 1997. En el 2000 y 2001 ganaron el título dos veces consecutivas, hazaña que repitieron las temporadas 2003 y 2004. En 2010, el equipo volvió a ganar el título nacional tras 6 años de sequía, con Anna Li liderando el equipo. El 21 de abril de 2018, el equipo se coronó campeón por séptima vez en la final a seis celebrada en San Luis, superando por tan solo 0,175 puntos a Oklahoma Sooners, después que Christine Peng-Peng Lee consiguiera dos 10 en sus ejercicios de barra de equilibrio y barras asimétricas.
De manera individual, hasta 4 gimnastas se han proclamado campeonas del concurso general: Onnie Willis en 2001, Jamie Dantzscher en 2002, Tasha Schwikert en 2005 y en 2008, y Samantha Peszek en 2015. Además, se han conseguido 6 títulos individuales en salto, 7 en barras asimétricas, 10 en barra de equilibrio, y 10 en suelo. El 7 de enero de 2017, Kyla Ross y Madison Kocian entraron en la historia de UCLA y de la gimnasia universitaria, al ser las primeras gimnastas ganadoras de una medalla de oro olímpica en participar en la NCAA.

### Natación
Incluye deportistas de natación y salto. Desde 1994 solamente se mantiene el equipo femenino, que entrena en la piscina Spieker Aqueatics Center, juntamente con los equipos de waterpolo. La actual entrenadora es Cyndi Gallagher, que lleva en el cargo 30 años.
Entre los deportistas más laureados que han pasado por la UCLA encontramos a: Mike Burton (5 títulos individuales), Zac Zorn (4 títulos individuales), Brian Goodell (9 títulos individuales), William Barrett (5 títulos individuales) y Tom Jager (6 títulos individuales), entre otros. Por los Juegos Olímpicos han pasado: Mike Burton (medallista en México 68 y Múnich 72), Tom Bruce (medallista en Múnich 72), Brian Goodell (medallista en Montreal 76), Robin Leamy (medallista en Los Ángeles 84), Tom Jager (medallista en Los Ángeles 84, Seúl 88 y Barcelona 92), y Annette Salmeen (medallista en Atlanta 96).

### Sóftbol
El sóftbol fue incluido en el programa de deportes de la UCLA en 1975 y es uno de los más exitosos de la NCAA. Las Bruins han sido campeonas de la NCAA en 11 ocasiones; la primera en 1982 con Sharron Backus como entrenadora, cargo que ocupó desde 1975 hasta 1997. Tras la retirada de esta, Sue Enquist, entonces segunda entrenadora, pasó a liderar el equipo hasta 2006. Desde 2007, la entrenadora es Kelly Inouye-Perez, con quien el equipo ganó su último título de la NCAA en 2010. En junio de 2019, el equipó se proclamó campeón tras derrotar en la final a la Universidad de Oklahoma.
En 1995, una investigación descubrió que la UCLA había concedido más becas deportivas de las que permiten las normas de la NCAA. Como resultado de este escándalo, tuvieron que devolver el título ganado en 1995, y la UCLA fue condenada a pagar una compensación económica. Además, los equipos de sóftbol y fútbol fueron penalizados sin jugar ninguna competición oficial tras la temporada regular durante tres años.

### Tenis
La UCLA cuenta con equipos de tenis masculino y femenino desde la implantación del programa de este deporte. El equipo masculino es el único en toda la competición universitaria que ha competido todos los torneos de la NCAA. Mientras que en categoría masculina, UCLA se ha proclamado campeón hasta en 16 ocasiones; en categoría femenina, solamente se han ganado dos títulos de la NCAA. Además, se han ganado 11 títulos individuales y 21 de dobles entre ambas secciones.
El actual entrenador de la sección masculina es Billy Martin, que lleva en el cargo 25 años. Por su parte, el equipo femenino está entrenado por Stella Sampras Webster desde 1997. Entre los tenistas que han pasado por la UCLA y que han conseguido formar parte del ranking ATP, se encuentran nombres como Jimmy Connors, Arthur Ashe, Eliot Teltscher, Brian Teacher, Peter Fleming y Jeff Borowiak.

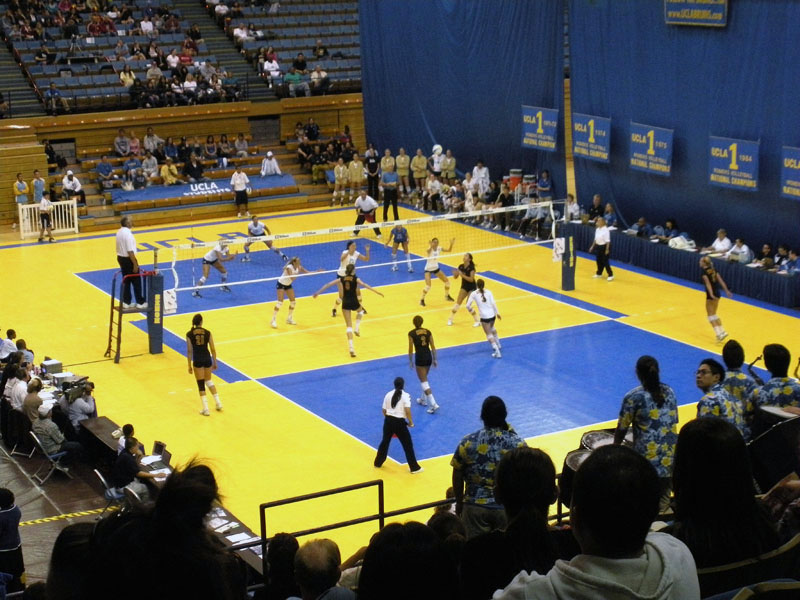
Partido entre UCLA y USC en 2008.

### Voleibol
La sección de voleibol es la más laureada de la Universidad, habiendo ganado hasta 2018 un total de 23 títulos nacionales. La categoría masculina cuenta con 19 títulos de campeón de la NCAA, todos conseguidos bajo el liderazgo de Al Scates, entrenador del equipo durante 48 años. Tras su retirada en 2012, el equipo está entrenado por John Speraw. Por su parte, la rama femenina, ha conseguido 4 títulos de la NCAA; tres con Andy Banachowski como entrenadora, y uno con Michael Sealy, que ostenta el cargo desde 2011.

### Voleibol playa
Actualmente, la UCLA solamente cuenta con equipo femenino de voleibol playa. Desde 2013, año en que se formó el equipo, ha estado entrenado por Stein Metzger. Los dos primeros años de programa, el equipo estuvo formado principalmente por miembros del equipo de voleibol indoor. 2015 fue el primer año que el equipo contó, exclusivamente, con jugadoras de voleibol playa.
Desde su instauración, el equipo de voleibol playa ha estado siempre en el top10 de equipos de la NCAA. El equipo ganó su primer título tan solo dos meses después de que el voleibol playa fuera añadido al programa de deportes de la UCLA. El 6 de mayo de 2018, el equipo de voleibol playa se proclamó campeón de la NCAA por primera vez en su historia, tras derrotar a Florida State en la final. El 5 de mayo de 2019, el equipo volvió a ganar el campeonato en la final disputada contra USC.

### Waterpolo
La sección de waterpolo de la UCLA es una de las más laureadas de la Universidad. Desde su creación, se han ganado 18 títulos NCAA, además de otros cuatro títulos nacionales no pertenecientes dicho programa deportivo.
Al igual que la mayoría de las otras disciplinas deportivas que tienen equipo en la UCLA, por la sección de waterpolo han pasado deportistas olímpicos como Guy Baker (medallista en Sídney 2000, Atenas 2004 y Pekín 2008), Natalie Golda (medallista en Atenas 2004 y Pekín 2008), y Jaime Komer, Adam Wright (actual entrenador) y Brandon Brooks, los tres medallistas en Pekín 2008).

## Palmarés

### Equipos
Los Bruins de la UCLA han ganado un total de 118 campeonatos de equipo de la NCAA; 76 en categoría masculina y 43 en categoría femenina.

#### Categoría masculina
- Atletismo (8): 1956, 1966, 1971, 1972, 1973, 1978, 1988.
- Baloncesto (11): 1964, 1965, 1967, 1968, 1969, 1970, 1971, 1972, 1973, 1975, 1995.
- Béisbol (1): 2013.[29]
- Fútbol americano (1): 1954.
- Fútbol (4): 1985, 1990, 1997, 2002.
- Golf (2): 1998, 2008.
- Gimnasia (2): 1984, 1987.
- Natación (1): 1982.
- Tenis (16): 1950, 1952, 1953, 1954, 1956, 1960, 1961, 1965, 1970, 1971, 1975, 1976, 1979, 1982, 1984, 2005.
- Voleibol (19): 1970, 1971, 1972, 1974, 1975, 1976, 1979, 1981, 1982, 1983, 1984, 1987, 1989, 1993, 1995, 1996, 1998, 2000, 2006.
- Waterpolo (11): 1969, 1971, 1972, 1995, 1996, 1999, 2000, 2004, 2014, 2015, 2017.

#### Categoría femenina
- Atletismo (5): 1982, 1983, 2000, 2001, 2004.
- Fútbol (1): 2013.[39]
- Gimnasia (7): 1997, 2000, 2001, 2003, 2004, 2010, 2018.[59]
- Golf (3): 1991, 2004, 2011.
- Sóftbol (12): 1982, 1984, 1985, 1988, 1989, 1990, 1992, 1995ᐞ, 1999, 2003, 2004, 2010, 2019.
- Tenis (2): 2008, 2014.
- Voleibol (4): 1984, 1990, 1991, 2011.
- Voleibol playa (2): 2018, 2019.
- Waterpolo (7): 2001, 2003, 2005, 2006, 2007, 2008, 2009.

ᐞ El título de 1995 ganado por el equipo de sóftbol, fue retirado tras descubrirse que la UCLA había dado más becas de las permitidas por la NCAA.

### Individual
Los atletas de la UCLA han conseguido un total de 276 títulos individuales de la NCAA.
| N.º | Temporada | Atleta                                                         | Deporte   | Notas                                  |
| --- | --------- | -------------------------------------------------------------- | --------- | -------------------------------------- |
| 1   | 1932-1933 | Jack Tidball                                                   | Tenis     | Individual.                            |
| 2   | 1934-1935 | Jimmy LuValle                                                  | Atletismo | 400 metros lisos.                      |
| 3   | 1937-1938 | Bill Lacefield                                                 | Atletismo | Salto de longitud.                     |
| 4   | 1939-1940 | Jackie Robinson                                                | Atletismo | Salto de longitud.                     |
| 5   | 1946-1947 | Ray Maggard                                                    | Atletismo | Salto con pértiga.                     |
| 6   | 1948-1949 | Craig Dixon                                                    | Atletismo | 110 metros vallas.                     |
| 7   | 1948-1949 | Craig Dixon                                                    | Atletismo | 220 metros vallas bajas.               |
| 8   | 1949-1950 | Herbert Flam Gene Garrett                                      | Tenis     | Dobles.                                |
| 9   | 1949-1950 | Herbert Flam                                                   | Tenis     | Individual.                            |
| 10  | 1950-1951 | George Brown                                                   | Atletismo | Salto de longitud.                     |
| 11  | 1951-1952 | George Brown                                                   | Atletismo | Salto de longitud.                     |
| 12  | 1952-1953 | Bob Perry Lawrence Huebner                                     | Tenis     | Dobles.                                |
| 13  | 1952-1953 | Don Perry                                                      | Gimnasia  | Escalada de cuerda.                    |
| 14  | 1953-1954 | Bob Perry Ronald Livingston                                    | Tenis     | Dobles.                                |
| 15  | 1953-1954 | Don Perry                                                      | Gimnasia  | Escalada de cuerda.                    |
| 16  | 1954-1955 | Don Faber                                                      | Gimnasia  | Suelo.                                 |
| 17  | 1954-1955 | Robert Hammond                                                 | Gimnasia  | Escalada de cuerda.                    |
| 18  | 1955-1956 | Ron Drummond                                                   | Atletismo | Lanzamiento de disco.                  |
| 19  | 1955-1956 | Nick Dyer                                                      | Atletismo | Salto de altura.                       |
| 20  | 1959-1960 | Larry Nagler Allen Fox                                         | Tenis     | Dobles.                                |
| 21  | 1959-1960 | Jim Johnson                                                    | Atletismo | 110 metros vallas.                     |
| 22  | 1959-1960 | Larry Nagler                                                   | Tenis     | Individual.                            |
| 23  | 1960-1961 | Allen Fox                                                      | Tenis     | Individual.                            |
| 24  | 1961-1962 | Kermit Alexander                                               | Atletismo | Triple salto.                          |
| 25  | 1964-1965 | Ian Crookenden Arthur Ashe                                     | Tenis     | Dobles.                                |
| 26  | 1964-1965 | Arthur Ashe                                                    | Tenis     | Individual.                            |
| 27  | 1964-1965 | Bob Day                                                        | Atletismo | 1500 metros lisos.                     |
| 28  | 1965-1966 | Tom Jones Bob Frey Ron Copeland Norm Jackson                   | Atletismo | Relevo 4 × 100 metros.                 |
| 29  | 1965-1966 | Gene Gall Don Domansky Ron Copeland Bob Frey                   | Atletismo | Relevo 4 × 400 metros.                 |
| 30  | 1965-1966 | Ian Crookenden Charlie Pasarell                                | Tenis     | Dobles.                                |
| 31  | 1965-1966 | Ron Copeland                                                   | Atletismo | 110 metros vallas.                     |
| 32  | 1965-1966 | Tom Jones                                                      | Atletismo | 200 metros lisos.                      |
| 33  | 1965-1966 | Charlie Pasarell                                               | Tenis     | Individual.                            |
| 34  | 1966-1967 | Mike Berger Russell Webb Stanley cole Zac Zorn                 | Natación  | Relevo 4 x 400 metros estilos.         |
| 35  | 1966-1967 | Mike Burton                                                    | Natación  | 1650 metros libres.                    |
| 36  | 1966-1967 | Zac Zorn                                                       | Natación  | 50 metros libres.                      |
| 37  | 1967-1968 | Mike Burton                                                    | Natación  | 1650 metros libres.                    |
| 38  | 1967-1968 | Steve Marcus                                                   | Atletismo | Lanzamiento de peso.                   |
| 39  | 1967-1968 | Jon Vaughan                                                    | Atletismo | Salto con pértiga.                     |
| 40  | 1967-1968 | Zac Zorn                                                       | Natación  | 50 metros libres.                      |
| 41  | 1967-1968 | Zac Zorn                                                       | Natación  | 100 metros libres.                     |
| 42  | 1968-1969 | Frey Heath                                                     | Natación  | 100 metros libres.                     |
| 43  | 1968-1969 | John Smith Len Von Hofwegen Andy Young Wayne Collett           | Atletismo | Relevo 4 × 400 metros.                 |
| 44  | 1969-1970 | Bob Langston John Smith Brad Lyman Wayne Collett               | Atletismo | Relevo 4 × 400 metros.                 |
| 45  | 1969-1970 | Jeff Borowiak                                                  | Tenis     | Individual.                            |
| 46  | 1969-1970 | Mike Burton                                                    | Natación  | 500 metros libres.                     |
| 47  | 1969-1970 | Mike Burton                                                    | Natación  | 1650 metros libres.                    |
| 48  | 1969-1970 | Mike Burton                                                    | Natación  | 200 metros mariposa.                   |
| 49  | 1970-1971 | Warren Edmonson Reggie Echols John Smith Wayne Collett         | Atletismo | Relevo 4 × 400 metros.                 |
| 50  | 1970-1971 | Haroon Rahim Jeff Borowiak                                     | Tenis     | Dobles.                                |
| 51  | 1970-1971 | Jimmy Connors                                                  | Tenis     | Individual.                            |
| 52  | 1970-1971 | John Smith                                                     | Atletismo | 400 metros lisos.                      |
| 53  | 1971-1972 | Reggie Echols Ron Gaddis Benny Brown John Smith                | Atletismo | Relevo 4 × 400 metros.                 |
| 54  | 1971-1972 | Tom Bruce                                                      | Natación  | 100 metros braza.                      |
| 55  | 1971-1972 | James Butts                                                    | Atletismo | Triple salto.                          |
| 56  | 1971-1972 | Warren Edmonson                                                | Atletismo | 100 metros lisos.                      |
| 57  | 1971-1972 | John Smith                                                     | Atletismo | 400 metros lisos.                      |
| 58  | 1972-1973 | Ron Gaddis Gordon Peppars Maxie Parks Benny Brown              | Atletismo | Relevo 4 × 400 metros.                 |
| 59  | 1972-1973 | Finn Bendixen                                                  | Atletismo | Salto de longitud.                     |
| 60  | 1972-1973 | Milan Tiff                                                     | Atletismo | Triple salto.                          |
| 61  | 1973-1974 | Lynnsey Guerrero Benny Brown Jerome Walters Maixe Parks        | Atletismo | Relevo 4 × 400 metros.                 |
| 62  | 1973-1974 | Jerry Herndon                                                  | Atletismo | Salto de longitud.                     |
| 63  | 1974-1975 | Benny Brown                                                    | Atletismo | 400 metros lisos.                      |
| 64  | 1974-1975 | Billy Martin                                                   | Tenis     | Individual.                            |
| 65  | 1974-1975 | George McDonnell                                               | Natación  | 200 metros libres.                     |
| 66  | 1975-1976 | Peter Fleming Ferdi Taygan                                     | Tenis     | Dobles.                                |
| 67  | 1976-1977 | John Hart                                                      | Gimnasia  | Barra fija.                            |
| 68  | 1976-1977 | James Owens                                                    | Atletismo | 110 metros vallas.                     |
| 69  | 1977-1978 | John Austin Bruce Nichols                                      | Tenis     | Dobles.                                |
| 70  | 1977-1978 | Greg Foster                                                    | Atletismo | 110 metros vallas.                     |
| 71  | 1977-1978 | Brian Goodell                                                  | Natación  | 500 metros libres.                     |
| 72  | 1977-1978 | Brian Goodell                                                  | Natación  | 1650 metros libres.                    |
| 73  | 1977-1978 | Brian Goodell                                                  | Natación  | 400 metros estilos.                    |
| 74  | 1977-1978 | Dave Laut                                                      | Atletismo | Lanzamiento de peso.                   |
| 75  | 1977-1978 | Mike Tully                                                     | Atletismo | Salto con pértiga.                     |
| 76  | 1977-1978 | Mike Tully                                                     | Atletismo | Salto con pértiga indoor.              |
| 77  | 1978-1979 | Fred Bohna                                                     | Lucha     | Peso pesado.                           |
| 78  | 1978-1979 | Greg Foster                                                    | Atletismo | 200 metros lisos.                      |
| 79  | 1978-1979 | Brian Goodell                                                  | Natación  | 500 metros libres.                     |
| 80  | 1978-1979 | Brian Goodell                                                  | Natación  | 1650 metros libres.                    |
| 81  | 1978-1979 | Brian Goodell                                                  | Natación  | 400 metros estilos.                    |
| 82  | 1978-1979 | Dave Laut                                                      | Atletismo | Lanzamiento de peso.                   |
| 83  | 1979-1980 | Mark Anderson                                                  | Atletismo | Decatlón.                              |
| 84  | 1979-1980 | William Barrett                                                | Natación  | 200 metros braza.                      |
| 85  | 1979-1980 | William Barrett                                                | Natación  | 200 metros estilos.                    |
| 86  | 1979-1980 | Greg Foster                                                    | Atletismo | 110 metros vallas.                     |
| 87  | 1979-1980 | Brian Goodell                                                  | Natación  | 500 metros libres.                     |
| 88  | 1979-1980 | Brian Goodell                                                  | Natación  | 1650 metros libres.                    |
| 89  | 1979-1980 | Brian Goodell                                                  | Natación  | 400 metros estilos.                    |
| 90  | 1980-1981 | William Barrett                                                | Natación  | 200 metros estilos.                    |
| 91  | 1980-1981 | Rafael Escalas                                                 | Natación  | 1650 metros libres.                    |
| 92  | 1980-1981 | Andre Phillipps                                                | Atletismo | 400 metros vallas.                     |
| 93  | 1980-1981 | Peter Vidmar                                                   | Gimnasia  | Individual.                            |
| 94  | 1980-1981 | Peter Vidmar                                                   | Gimnasia  | Barras paralelas.                      |
| 95  | 1981-1982 | William Barrett Christopher Silva Stuart MacDonald Robin Leamy | Natación  | Relevo 4 x 400 metros libres.          |
| 96  | 1981-1982 | Heather Ludloff Lynn Lewis                                     | Tenis     | Dobles.                                |
| 97  | 1981-1982 | William Barrett                                                | Natación  | 200 metros estilos.                    |
| 98  | 1981-1982 | Florence Griffith                                              | Atletismo | 200 metros lisos.                      |
| 99  | 1981-1982 | Jackie Joyner                                                  | Atletismo | Heptatlón.                             |
| 100 | 1981-1982 | Robin Leamy                                                    | Natación  | 50 metros libres.                      |
| 101 | 1981-1982 | Robin Leamy                                                    | Natación  | 100 metros libres.                     |
| 102 | 1981-1982 | Peter Vidmar                                                   | Gimnasia  | Individual.                            |
| 103 | 1981-1982 | Peter Vidmar                                                   | Gimnasia  | Caballo con arcos.                     |
| 104 | 1981-1982 | Peter Vidmar                                                   | Gimnasia  | Barra fija.                            |
| 105 | 1982-1983 | Michelle Bush                                                  | Atletismo | 1500 metros lisos.                     |
| 106 | 1982-1983 | Mitch Gaylord                                                  | Gimnasia  | Individual.                            |
| 107 | 1982-1983 | Florence Griffith                                              | Atletismo | 400 metros lisos.                      |
| 108 | 1982-1983 | Tom Jager                                                      | Natación  | 100 metros libres.                     |
| 109 | 1982-1983 | Jackie Joyner                                                  | Atletismo | Heptatlón.                             |
| 110 | 1982-1983 | Alex Schwartz                                                  | Gimasia   | Anillas.                               |
| 111 | 1983-1984 | Christopher Silva Franz Mortensen Lawrence Hayes Tom Jager     | Natación  | Relevo 4 x 400 metros libres.          |
| 112 | 1983-1984 | Tonya Alston                                                   | Atletismo | Salto de altura.                       |
| 113 | 1983-1984 | John Brenner                                                   | Atletismo | Lanzamiento de bala.                   |
| 114 | 1983-1984 | John Brenner                                                   | Atletismo | Lanzamiento de disco.                  |
| 115 | 1983-1984 | Tim Daggett                                                    | Gimnasia  | Caballo con arcos.                     |
| 116 | 1983-1984 | Tim Daggett                                                    | Gimnasia  | Anillas.                               |
| 117 | 1983-1984 | Tim Daggett                                                    | Gimnasia  | Barras paralelas.                      |
| 118 | 1983-1984 | Tom Jager                                                      | Natación  | 50 metros libres.                      |
| 119 | 1983-1984 | Tom Jager                                                      | Natación  | 100 metros libres.                     |
| 120 | 1984-1985 | Tom Jager                                                      | Natación  | 50 metros libres.                      |
| 121 | 1984-1985 | Tom Jager                                                      | Natación  | 100 metros espalda.                    |
| 122 | 1984-1985 | Tony Pineda                                                    | Gimnasia  | Caballo con arcos.                     |
| 123 | 1985-1986 | Brian Ginsberg                                                 | Gimnasia  | Suelo.                                 |
| 124 | 1985-1986 | Giovanni Minervini                                             | Natación  | 100 metros braza.                      |
| 125 | 1985-1986 | Curtis Holdsworth                                              | Gimnasia  | Caballo con arcos.                     |
| 126 | 1985-1986 | Toni Lutjens                                                   | Atletismo | Lanzamiento de disco.                  |
| 127 | 1985-1986 | Doug Shaffer                                                   | Natación  | Salto 1 metro.                         |
| 128 | 1986-1987 | Anthony Washington Kevin Young Henry Thomas Danny Everett      | Atletismo | Relevo 4 × 400 metros.                 |
| 129 | 1986-1987 | Kim Hamilton                                                   | Gimnasia  | Suelo.                                 |
| 130 | 1986-1987 | Jim Connolly                                                   | Atletismo | Decatlón.                              |
| 131 | 1986-1987 | David Moriel                                                   | Gimnasia  | Barra fija.                            |
| 132 | 1986-1987 | Kevin Young                                                    | Atletismo | 400 metros vallas.                     |
| 133 | 1987-1988 | Steve Lewis Kevin Young Danny Everett Henry Thomas             | Atletismo | Relevo 4 × 400 metros.                 |
| 134 | 1987-1988 | Monica Phillips Gail Devers Chewaukii Knighten Janeene Vickers | Atletismo | Relevo 4 × 400 metros.                 |
| 135 | 1987-1988 | Patrick Galbraith Brian Garrow                                 | Tenis     | Dobles.                                |
| 136 | 1987-1988 | Allyson Cooper Stella Sampras                                  | Tenis     | Dobles.                                |
| 137 | 1987-1988 | Jill Andrews                                                   | Gimnasia  | Salto.                                 |
| 138 | 1987-1988 | Gail Devers                                                    | Atletismo | 100 metros lisos.                      |
| 139 | 1987-1988 | Danny Everett                                                  | Atletismo | 400 metros lisos.                      |
| 140 | 1987-1988 | Kim Hamilton                                                   | Gimnasia  | Suelo.                                 |
| 141 | 1987-1988 | Giovanni Minervini                                             | Natación  | 100 metros braza.                      |
| 142 | 1987-1988 | Kevin Young                                                    | Atletismo | 400 metros vallas.                     |
| 143 | 1988-1989 | Jill Andrews                                                   | Gimnasia  | Barra de equilibrio.                   |
| 144 | 1988-1989 | Kim Hamilton                                                   | Gimnasia  | Salto.                                 |
| 145 | 1988-1989 | Kim Hamilton                                                   | Gimnasia  | Suelo.                                 |
| 146 | 1988-1989 | Janeene Vickers                                                | Atletismo | 400 metros vallas.                     |
| 147 | 1988-1989 | Chris Waller                                                   | Gimnasia  | Caballo con arcos.                     |
| 148 | 1989-1990 | Brad Hayashi                                                   | Gimnasia  | Salto.                                 |
| 149 | 1989-1990 | Steve Lewis                                                    | Atletismo | 400 metros lisos.                      |
| 150 | 1989-1990 | Tracie Millett                                                 | Atletismo | Lanzamiento de peso.                   |
| 151 | 1989-1990 | Tracie Millett                                                 | Atletismo | Lanzamiento de disco.                  |
| 152 | 1989-1990 | Tracie Millett                                                 | Atletismo | Lanzamiento de peso en pista cubierta. |
| 153 | 1989-1990 | Janeene Vickers                                                | Atletismo | 400 metros vallas.                     |
| 154 | 1989-1990 | Chris Waller                                                   | Gimnasia  | Barra fija.                            |
| 155 | 1990-1991 | Eric Bergreen                                                  | Atletismo | Lanzamiento de peso en pista cubierta. |
| 156 | 1990-1991 | Andrea Cecchi                                                  | Natación  | 100 metros braza.                      |
| 157 | 1990-1991 | Brad Hayashi                                                   | Gimnasia  | Suelo.                                 |
| 158 | 1990-1991 | Scott Keswick                                                  | Gimnasia  | Barras paralelas.                      |
| 159 | 1990-1991 | Tracie Millett                                                 | Atletismo | Lanzamiento de peso en pista cubierta. |
| 160 | 1990-1991 | Janeene Vickers                                                | Atletismo | 400 metros vallas.                     |
| 161 | 1991-1992 | Mamie Ceniza Iwalani McCalla                                   | Tenis     | Dobles.                                |
| 162 | 1991-1992 | Andrea Cecchi                                                  | Natación  | 100 metros braza.                      |
| 163 | 1991-1992 | Andrea Cecchi                                                  | Natación  | 200 metros braza.                      |
| 164 | 1991-1992 | Dawn Dumble                                                    | Atletismo | Lanzamiento de peso en pista cubierta. |
| 165 | 1991-1992 | Scott Keswick                                                  | Gimnasia  | Anillas.                               |
| 166 | 1992-1993 | Dawn Dumble                                                    | Atletismo | Lanzamiento de peso.                   |
| 167 | 1992-1993 | Steve McCain                                                   | Gimnasia  | Barra fija.                            |
| 168 | 1992-1993 | Erik Smith                                                     | Atletismo | Lanzamiento de jabalina.               |
| 169 | 1993-1994 | Amy Acuff                                                      | Atletismo | Salto de altura en pista cubierta.     |
| 170 | 1993-1994 | Jim Foody                                                      | Gimnasia  | Barra fija.                            |
| 171 | 1993-1994 | John Godina                                                    | Atletismo | Lanzamiento de disco.                  |
| 172 | 1993-1994 | John Godina                                                    | Atletismo | Lanzamiento de peso en pista cubierta. |
| 173 | 1993-1994 | Karen Hecox                                                    | Atletismo | 3000 metros lisos.                     |
| 174 | 1993-1994 | Steve McCain                                                   | Gimnasia  | Salto.                                 |
| 175 | 1994-1995 | Amy Acuff                                                      | Atletismo | Salto de altura en pista cubierta.     |
| 176 | 1994-1995 | Keri Phebus Susie Starrett                                     | Tenis     | Dobles.                                |
| 177 | 1994-1995 | Amy Acuff                                                      | Atletismo | Salto de altura.                       |
| 178 | 1994-1995 | Valeyta Althouse                                               | Atletismo | Lanzamiento de peso.                   |
| 179 | 1994-1995 | Ato Boldon                                                     | Atletismo | 200 metros lisos.                      |
| 180 | 1994-1995 | Dawn Dumble                                                    | Atletismo | Lanzamiento de disco.                  |
| 181 | 1994-1995 | Dawn Dumble                                                    | Atletismo | Lanzamiento de peso en pista cubierta. |
| 182 | 1994-1995 | John Godina                                                    | Atletismo | Lanzamiento de peso.                   |
| 183 | 1994-1995 | John Godina                                                    | Atletismo | Lanzamiento de disco.                  |
| 184 | 1994-1995 | John Godina                                                    | Atletismo | Lanzamiento de peso en pista cubierta. |
| 185 | 1994-1995 | Greg Johnson                                                   | Atletismo | Lanzamiento de jabalina.               |
| 186 | 1994-1995 | Keri Phebus                                                    | Tenis     | Individual.                            |
| 187 | 1994-1995 | Stella Umeh                                                    | Gimnasia  | Suelo.                                 |
| 188 | 1995-1996 | Justin Gimelstob Srđan Muškatirović                            | Tenis     | Dobles.                                |
| 189 | 1995-1996 | Valeyta Althouse                                               | Atletismo | Lanzamiento de peso en pista cubierta. |
| 190 | 1995-1996 | Amy Acuff                                                      | Atletismo | Salto de altura.                       |
| 191 | 1995-1996 | Ato Boldon                                                     | Atletismo | 100 metros lisos.                      |
| 192 | 1995-1996 | Jonathan Ogden                                                 | Atletismo | Lanzamiento de peso en pista cubierta. |
| 193 | 1995-1996 | Annette Salmeen                                                | Natación  | 200 metros mariposa.                   |
| 194 | 1996-1997 | Amy Acuff                                                      | Atletismo | Salto de altura en pista cubierta.     |
| 195 | 1996-1997 | Meb Keflezighi                                                 | Atletismo | 5000 metros lisos.                     |
| 196 | 1996-1997 | Meb Keflezighi                                                 | Atletismo | 5000 metros lisos en pista cubierta.   |
| 197 | 1996-1997 | Meb Keflezighi                                                 | Atletismo | 10 000 metros lisos.                   |
| 198 | 1996-1997 | Seilala Sua                                                    | Atletismo | Lanzamiento de disco.                  |
| 199 | 1996-1997 | Meb Keflezighi                                                 | Cross     | Individual.                            |
| 200 | 1997-1998 | Seilala Sua                                                    | Atletismo | Lanzamiento de disco.                  |
| 201 | 1997-1998 | Heidi Moneymaker                                               | Gimnasia  | Barras asimétricas.                    |
| 202 | 1997-1998 | Stella Umeh                                                    | Gimnasia  | Suelo.                                 |
| 203 | 1998-1999 | Jess Strutzel Brian Fell Michael Granville Mark Hauser         | Atletismo | Relevo 4 x 4000 metros.                |
| 204 | 1998-1999 | Michael Granville Malachi Davis Terrence Williams Brian Fell   | Atletismo | Relevo 4 × 400 metros.                 |
| 205 | 1998-1999 | Kiralee Hayashi                                                | Gimnasia  | Barra de equilibrio.                   |
| 206 | 1998-1999 | Joanna Hayes                                                   | Atletismo | 400 metros vallas.                     |
| 207 | 1998-1999 | Heidi Moneymaker                                               | Gimnasia  | Salto.                                 |
| 208 | 1998-1999 | Seilala Sua                                                    | Atletismo | Lanzamiento de peso.                   |
| 209 | 1998-1999 | Seilala Sua                                                    | Atletismo | Lanzamiento de disco.                  |
| 210 | 1999-00   | Mohini Bhardwaj                                                | Gimnasia  | Barras asimétricas.                    |
| 211 | 1999-00   | Lena Degteva                                                   | Gimnasia  | Barra de equilibrio.                   |
| 212 | 1999-00   | Tracy O'Hara                                                   | Atletismo | Salto con pértiga.                     |
| 213 | 1999-00   | Tracy O'Hara                                                   | Atletismo | Salto con pértiga en pista cubierta.   |
| 214 | 1999-00   | Keyon Soley                                                    | Atletismo | Salto de longitud en pista cubierta.   |
| 215 | 1999-00   | Jess Strutzel                                                  | Atletismo | 800 metros lisos.                      |
| 216 | 1999-00   | Seilala Sua                                                    | Atletismo | Lanzamiento de peso.                   |
| 217 | 1999-00   | Seilala Sua                                                    | Atletismo | Lanzamiento de disco.                  |
| 218 | 1999-00   | Seilala Sua                                                    | Atletismo | Lanzamiento de peso en pista cubierta. |
| 219 | 2000-01   | Mohini Bhardwaj                                                | Gimnasia  | Suelo.                                 |
| 220 | 2000-01   | Christina Tolson                                               | Atletismo | Lanzamiento de peso.                   |
| 221 | 2000-01   | Christina Tolson                                               | Atletismo | Lanzamiento de peso en pista cubierta. |
| 222 | 2000-01   | Yvonne Tousek                                                  | Gimnasia  | Barras asimétricas.                    |
| 223 | 2000-01   | Onnie Willis                                                   | Gimnasia  | Individual.                            |
| 224 | 2001-2002 | Tiffany Burgess Monique Henderson Jessica Marr Lena Nilsson    | Atletismo | Relevos 4 x 4000.                      |
| 225 | 2001-2002 | Jessica Cosby                                                  | Atletismo | Lanzamiento de peso.                   |
| 226 | 2001-2002 | Jamie Dantzscher                                               | Gimnasia  | Individual.                            |
| 227 | 2001-2002 | Jamie Dantzscher                                               | Gimnasia  | Salto.                                 |
| 228 | 2001-2002 | Jamie Dantzscher                                               | Gimnasia  | Suelo.                                 |
| 229 | 2001-2002 | Darnesha Griffith                                              | Atletismo | Salto de altura.                       |
| 230 | 2001-2002 | Darnesha Griffith                                              | Atletismo | Salto de altura en pista cubierta.     |
| 231 | 2001-2002 | Lena Nilsson                                                   | Atletismo | 1500 metros lisos.                     |
| 232 | 2001-2002 | Tracy O'Hara                                                   | Atletismo | Salto con pértiga.                     |
| 233 | 2001-2002 | Chaniqua Ross                                                  | Atletismo | Lanzamiento de disco.                  |
| 234 | 2002-03   | Jamie Dantzscher                                               | Gimnasia  | Barras asimétricas.                    |
| 235 | 2002-03   | Lena Nilsson                                                   | Atletismo | 800 metros lisos.                      |
| 236 | 2002-03   | Kate Richardson                                                | Gimnasia  | Barras asimétricas.                    |
| 237 | 2002-03   | Kate Richardson                                                | Gimnasia  | Barra de equilibrio.                   |
| 238 | 2002-03   | Sheena Tosta                                                   | Atletismo | 400 metros vallas.                     |
| 239 | 2003-04   | Daniela Berček Lauren Fisher                                   | Tenis     | Dobles.                                |
| 240 | 2003-04   | Chelsea Johnson                                                | Atletismo | Salto con pértiga.                     |
| 241 | 2003-04   | Sheena Tosta                                                   | Atletismo | 400 metros vallas.                     |
| 242 | 2004-05   | Candice Baucham                                                | Atletismo | Triple salto.                          |
| 243 | 2004-05   | Monique Henderson                                              | Atletismo | 400 metros lisos.                      |
| 244 | 2004-05   | Kristen Maloney                                                | Gimnasia  | Salto.                                 |
| 245 | 2004-05   | Kristen Maloney                                                | Gimnasia  | Barra de equilibrio.                   |
| 246 | 2004-05   | Tasha Schwikert                                                | Gimnasia  | Individual.                            |
| 247 | 2005-06   | Chelsea Johnson                                                | Atletismo | Salto con pértiga en pista cubierta.   |
| 248 | 2005-06   | Benjamin Kohlloeffel                                           | Tenis     | Individual.                            |
| 249 | 2005-06   | Kate Richardson                                                | Gimnasia  | Suelo.                                 |
| 250 | 2006-07   | Nicole Leach                                                   | Atletismo | 400 metros vallas.                     |
| 251 | 2006-07   | Rhonda Watkins                                                 | Atletismo | Salto de longitud.                     |
| 252 | 2006-07   | Rhonda Watkins                                                 | Atletismo | Salto de longitud en pista cubierta.   |
| 253 | 2007-08   | Tracy Lin Riza Zalameda                                        | Tenis     | Dobles.                                |
| 254 | 2007-08   | Kevin Chappell                                                 | Golf      | Individual.                            |
| 255 | 2007-08   | Tasha Schwikert                                                | Gimnasia  | Individual.                            |
| 256 | 2007-08   | Tasha Schwikert                                                | Gimnasia  | Barras asimétricas.                    |
| 257 | 2008-09   | Nicole Leach                                                   | Atletismo | 400 metros vallas.                     |
| 258 | 2009-10   | Brittani McCullough                                            | Gimnasia  | Suelo.                                 |
| 259 | 2009-10   | Vanessa Zamarripa                                              | Gimnasia  | Salto.                                 |
| 260 | 2010-11   | Samantha Peszek                                                | Gimnasia  | Barra de equilibrio.                   |
| 261 | 2012-13   | Julian Wruck                                                   | Atletismo | Lanzamiento de disco.                  |
| 262 | 2013-14   | Marcos Giron                                                   | Tenis     | Individual.                            |
| 263 | 2014-15   | Samantha Peszek                                                | Gimnasia  | Individual.                            |
| 264 | 2014-15   | Samantha Peszek                                                | Gimnasia  | Barra de equilibrio.                   |
| 265 | 2015-16   | Mackenzie McDonald Martin Redlicki                             | Tenis     | Dobles.                                |
| 266 | 2015-16   | Danusia Francis                                                | Gimnasia  | Barra de equilibrio.                   |
| 267 | 2015-16   | Mackenzie McDonald                                             | Tenis     | Individual.                            |
| 268 | 2016-17   | Kyla Ross                                                      | Gimnasia  | Barras asimétricas.                    |
| 269 | 2016-17   | Kyla Ross                                                      | Gimnasia  | Barra de equilibrio.                   |
| 270 | 2017-18   | Martin Redlicki Evan Zhu                                       | Tenis     | Dobles.                                |
| 271 | 2017-18   | Christine Lee                                                  | Gimnasia  | Barra de equilibrio.                   |
| 272 | 2017-18   | Katelyn Ohashi                                                 | Gimnasia  | Suelo.                                 |
| 273 | 2018-19   | Kyla Ross                                                      | Gimnasia  | Salto.                                 |
| 274 | 2018-19   | Kyla Ross                                                      | Gimnasia  | Suelo.                                 |
| 275 | 2018-19   | Maxime Cressy Keegan Smith                                     | Tenis     | Dobles.                                |
| 276 | 2018-19   | Gabby Andrews Ayan Broomfield                                  | Tenis     | Dobles.                                |

## Salón de la fama
En noviembre de 1983, juntamente con la inauguración del J.D. Morgan Athletics Center, la UCLA abrió su salón de la fama dedicado a los deportistas que han destacado dentro de los programas deportivos de la Universidad. Ese primer año se incluyeron 25 miembros. A partir de entonces, cada año exdeportistas, entrenadores y otro personal relacionado con las secciones deportivas de la Universidad, son incluidos en el salón de la fama.

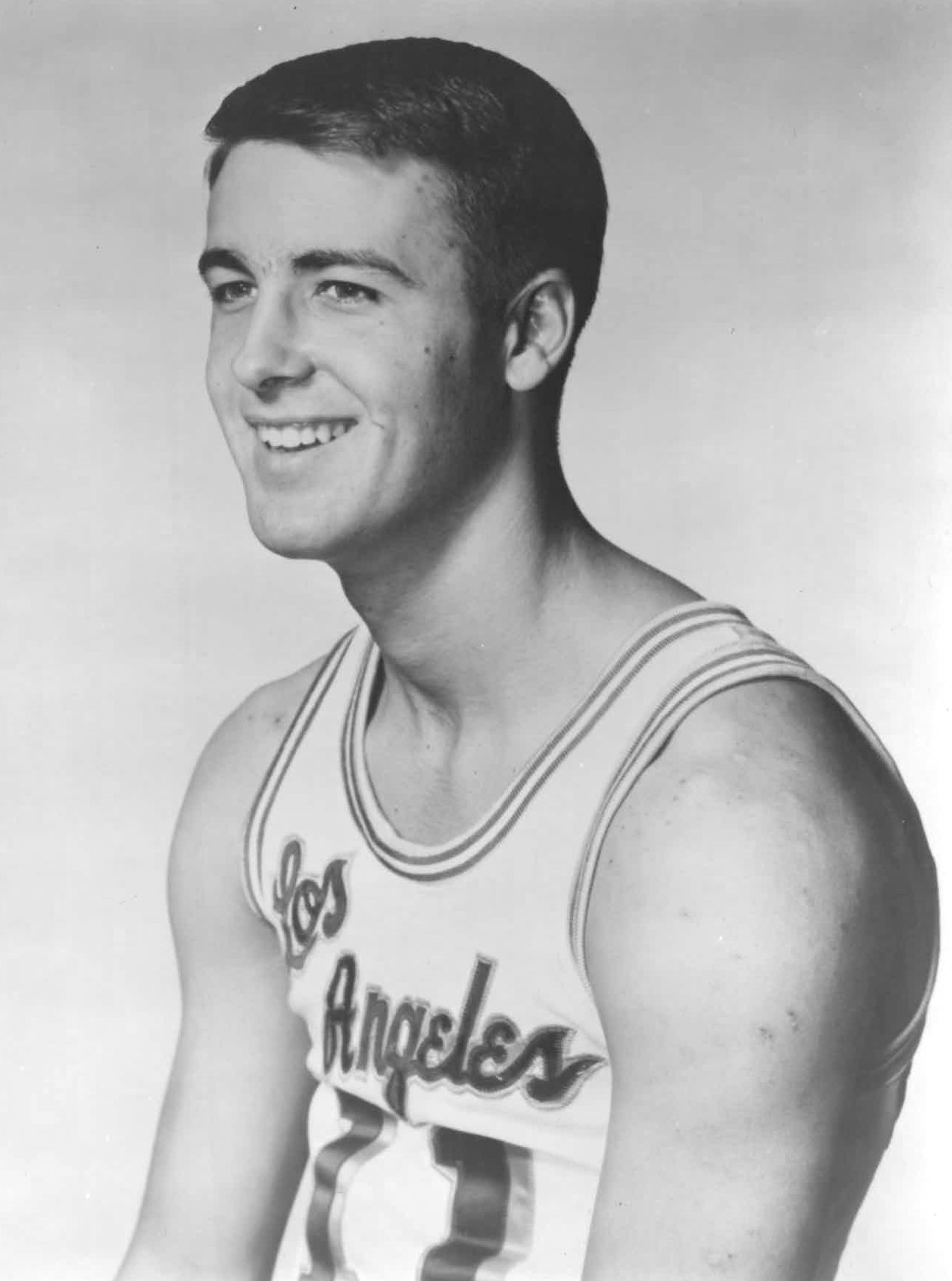
Gail Goodrich.

1984 (25 miembros): Bill Ackerman (director deportivo), Kareem Abdul-Jabbar (baloncesto), Arthur Ashe (tenis), Gary Beban (fútbol americano), Michael Burton (natación), Paul Cameron (fútbol americano), Chris Chambliss (béisbol), Elvin Drake (entrenador de atletismo), Gail Goodrich (baloncesto), Walt Hazzard (baloncesto), Cecil Hollingsworth (entrenadora de gimnasia y lucha libre), Rafer Johnson (atletismo), Kirk Kilgour (voleibol), Billy Kilmer (fútbol americano), Donn Moomaw (fútbol americano), J.D. Morgan (director deportivo y entrenador de tenis), Jackie Robinson (fútbol americano, béisbol, baloncesto y atletismo), Henry Sanders (entrenador de fútbol americano), Al Sparlis (fútbol americano), Bill Spaulding (entrenador de fútbol americano), Bill Walton (baloncesto), Kenny Washington (fútbol americano), Bob Waterfield (fútbol americano), Keith Wilkes (baloncesto) y John Wooden (entrenador de baloncesto).
1985 (6 nuevos miembros): Bob Davenport (fútbol americano), Craig Dixon (atletismo), Wilbur Johns (director deportivo y entrenador de baloncesto), Tommy Prothro (entrenador de fútbol americano), George Stanich (baloncesto), y Sidney Wicks (baloncesto).
1986 (8 nuevos miembros): Kermit Alexander (fútbol americano), Burr Baldwin (fútbol americano), Keith Erickson (baloncesto), Mike Frankovich (fútbol americano), Jimmy LuValle (atletismo), Willie Naulls (baloncesto), Jerry Norman (baloncesto), y Don Paul (fútbol americano).
1987 (8 nuevos miembros): Don Barksdale (baloncesto), George Dickerson (fútbol americano), Jack Ellena (fútbol americano), Bert LaBrucherie (fútbol americano), Dick Linthicum (baloncesto), Jim Salsbury (fútbol americano), John Smith (atletismo), y Jack Tibdall (tenis).
1988 (6 nuevos miembros): Sam Balter (baloncesto), Mel Farr Sr. (fútbol americano), Robert Fischer (director deportivo), Marques Johnson (baloncesto), Ann Meyers (baloncesto), y C.K. Yang (atletismo).
1989 (7 nuevos miembros): Peter H. Dailey (fútbol americano), Tom Fears (fútbol americano), Vic Kelley (director de información deportiva), Carl McBain (atletismo),  Karen Moe-Thornton (natación), Ernie Suwara (voleibol), y Pat Turner (atletismo).
1990 (7 nuevos miembros): Evelyn Ashford (atletismo), Bobby Brown (béisbol), Stan Cole (waterpolo), Denny Crum (baloncesto), Norm Duncan (fútbol americano), Mike Marienthal (fútbol americano) y Mike Warren (baloncesto).
1991 (7 nuevos miembros): Willie Banks (atletismo), Kenny Easley (fútbol americano), Brian Goodell (natación), Briggs Hunt (lucha libre), Tim Leary (béisbol), Jerry Robinson (fútbol americano) y Christopher Smith (voleibol).
1992 (9 nuevos miembros): Wayne Collett (atletismo), Terry Condon (voleibol), Jim Johnson (fútbol americano), Robin Leamy (natación), Freeman McNeil (fútbol americano), Dave Meyers (baloncesto), Jack Myers (béisbol), Corey Pavin (golf), y Woody Strode (fútbol americano).

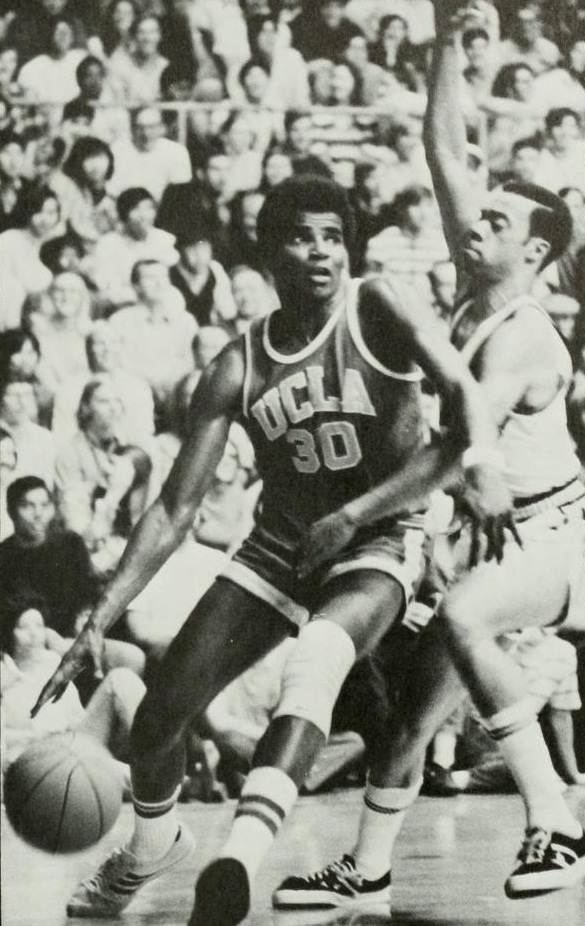
Curtis Rowe.

1993 (8 nuevos miembros): Sue Enquist (sóftbol), Greg Foster (atletismo), Maurice Goodstein (fútbol americano), Charles Kiraly (voleibol), Jose Lopez (fútbol), Don Manning (fútbol americano), Bill Putnam (baloncesto), Curtis Rowe (baloncesto).
1994 (7 nuevos miembros): Donald Bragg (baloncesto), Denise Curry (baloncesto), John Richardson (fútbol americano), Larry Rundle (voleibol), John Sciarra (fútbol americano), Kiki Vandeweghe (baloncesto), y Peter Vidmar (gimnasia).
1995 (8 nuevos miembros): Jimmy Connors (tenis), Debbie Doom (sóftbol), Mitchell Gaylord (gimnasia), Ricci Luyties (voleibol), Stephen Pate (golf), John Peterson (fútbol americano y atletismo), Jerry Shipkey (fútbol americano), y Mike Tully (atletismo).
1996 (7 nuevos miembros): Bill Barret (natación), Jackie Joyner-Kersee (atletismo), Liz Masakayan (voleibol), Eddie Merrins (entrenador de golf), Dorothy Richardson (sóftbol), Skip Rowland (fútbol americano) y Dick Wallen (fútbol americano).
1997 (8 nuevos miembros): Jim Bush (entrenador de atletismo), Paul Caligiuri (fútbol), Tim Daggett (gimnasia), David Greenwood (baloncesto), Frank Lubin (baloncesto), Doug Partie (voleibol), Cal Rossi (fútbol americano y béisbol), y Charles Young (rector).
1998 (12 nuevos miembros): Glenn Bassett (entrenador de tenis), Sheila Cornell (sóftbol), Randy Cross (fútbol americano), Gaston Green (fútbol americano), Florence Griffith Joyner (atletismo), Tom Jager (natación), Eric Karros (béisbol), Reggie Miller (baloncesto), Ken Norton Jr. (fútbol americano), Tom Ramsey (fútbol americano), Art Reichle (entrenador de béisbol), y Cy Young (atletismo).
1999 (12 nuevos miembros): Troy Aikman (fútbol americano), Sam Boghosian (fútbol americano), Kay Cockerill (golf), Tracy Compton (sóftbol), Denise Corlett (voleibol y baloncesto), Dave Dalby (fútbol americano), Gail Devers (atletismo), Bob Horn (waterpolo), Ernie Johnson (fútbol americano), Torey Lovullo (béisbol), Sharon Shapiro (gimnasia), y Kevin Young (atletismo).
2000 (10 nuevos miembros): Lucius Allen (baloncesto), Jeanne Beauprey-Reeves (voleibol), John Brenner (atletismo), George Farmer (fútbol americano), Kim Hamilton (gimnasia), Carnell Lake (fútbol americano), Billie Moore (baloncesto), Steve Salmons (voleibol), Eddie Sheldrake (baloncesto), y Dick Vermeil (fútbol americano).
2001 (11 nuevos miembros): Jill Andrews (gimnasia), Sharron Backus (sóftbol), Jim Brown (fútbol americano), Charles Cheshire (fútbol americano), Gary Cunningham (baloncesto), Terry Donahue (fútbol americano), Warren Edmonson (atletismo), John Green (baloncesto), John Lee (fútbol americano), Lisa Longaker (sóftbol), y Ozzie Volstad (voleibol).
2002 (9 nuevos miembros): Denny Cline (voleibol), Bob Day (atletismo), Cobi Jones (fútbol), Don MacLean (baloncesto), Shane Mack (béisbol), Ted Narleski (fútbol americano), Anita Ortega (baloncesto), Duffy Waldorf (golf), y Russell Webb (waterpolo y natación).
2003 (8 nuevos miembros): Danny Everett (atletismo), Lisa Fernandez (sóftbol), Brad Friedel (fútbol), Ryan McGuire (béisbol), Jerome Richardson (baloncesto), Don Rogers (fútbol americano), Al Scates (voleibol), y Tim Wrightman (fútbol americano).
2004 (8 nuevos miembros): Henry Bibby (baloncesto), Dennis Dummit (fútbol americano), Carlton Gray (fútbol americano), Steve Lewis (atletismo), James Owens (atletismo y fútbol americano), Sigi Schmid (fútbol), Fred Slaughter (baloncesto), Natalie Williams (baloncesto y voleibol).
2005 (8 nuevos miembros): Hardiman Cureton (fútbol americano), Dawn Dumble (atletismo), Allen Fox (tenis), John Godina (atletismo), Ed O'Bannon (baloncesto), Mike O'Hara (voleibol), Art Shurlock (gimnasia), Kenneth Washington (baloncesto).
2006 (8 nuevos miembros): Carol Bower (remo), Herb Flam (tenis), Monte Nitzkowski (waterpolo y natación), Jonathan Ogden (atletismo y fútbol americano), Annette Salmeen (natación), Dennis Storer (fútbol y rugby), John Vallely (baloncesto), y Elaine Youngs (voleibol).
2007 (8 nuevos miembros): Amy Acuff (atletismo), George Brown (atletismo), Jennifer Brundage (sóftbol), James Ferguson (waterpolo), Troy Glaus (béisbol), John Moore (baloncesto), Jeff Nygaard (voleibol), y Keri Phebus (tenis).
2008 (8 nuevos miembros): Traci Arkenberg (fútbol),  Peter T. Dalis (director deportivo), Kurt Krumpholz (waterpolo y natación), Leah Homma (gimnasia), Robert Seaman (atletismo), Jackie Tobian-Steinmann (entrenadora de golf), Eric Turner (fútbol americano), Todd Zeile (béisbol).
2009 (8 nuevos miembros): Tyus Edney (baloncesto), James Haralson (fútbol americano y atletismo), Cade McNown (fútbol americano), Stein Metzger (voleibol), Nicolle Payne (waterpolo), J.J. Stokes (fútbol americano), Daiva Tomkus (voleibol), Walt Torrence (baloncesto).
2010 (8 nuevos miembros): David Ashleigh (waterpolo), Andy Banachowski (entrenadora de voleibol), Judith Holland (administración), Mebrahtom Keflezighi (atletismo), Valorie Kondos Field (entrenadora de gimnasia), Seilala Sua (atletismo), Chase Utley (béisbol), y Catherine Von Schwarz (waterpolo).
2011 (8 nuevos miembros): Gary Adams (béisbol), Ato Boldon (atletismo), Theotis Brown (fútbol americano), Ernie Case (fútbol americano), Larry Nagler (tenis), Mel North (esgrima), Alex Rousseau (waterpolo), y Janeene Vickers (atletismo).
2012 (9 nuevos miembros): Ron Ballatore (entrenador de natación), Julie Bremner Romias (voleibol), Jack Hirsch (baloncesto), Fred McNeill (fútbol americano), Stacey Nuveman (sóftbol), Charles Pasarell (tenis), Coralie Simmons (waterpolo), Stella Umeh (gimnasia), y Gerald Finerman (médico deportivo).

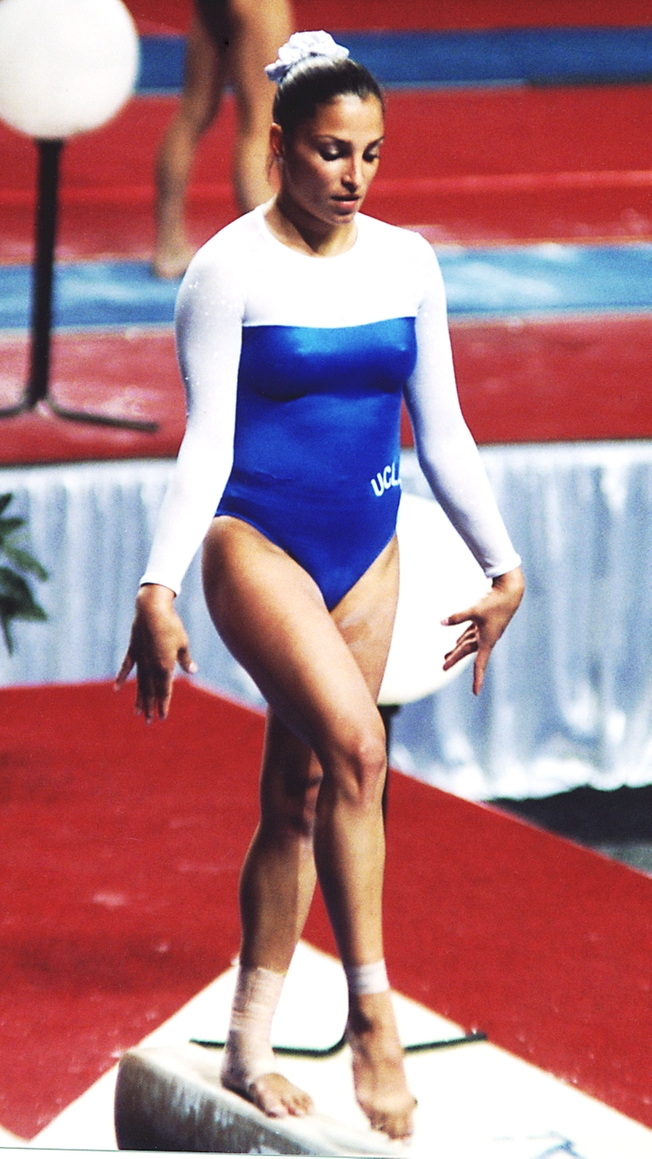
Mohini Bhardwaj.

2013 (8 nuevos miembros): Mohini Bhardwaj (gimnasia), Carlos Bocanegra (fútbol), Fred Bohna (lucha libre), Eric Byrnes (béisbol), Yvonne Gutierrez (sóftbol), Don Johnsonall (baloncesto), Maylana Martin Douglas (baloncesto), y Nandi Pryce (fútbol).
2014 (7 nuevos miembros): Guy Baker (waterpolo), James Butts (atletismo), Joanna Hayes (atletismo), Joe-Max Moore (fútbol), Francis Wai (fútbol americano, baloncesto, atletismo y rugby), Natasha Watley (sóftbol), y Onnie Willis (gimnasia).
2015 (8 nuevos miembros): Annett Buckner Davis (voleibol), Danny Farmer (fútbol americano y voleibol), Billy Martin (tenis), Paul Nihipali (voleibol), Jan Palchikoff (remo y natación), Janice Parks (sóftbol), Eric Valent (béisbol), y Richard Washington (baloncesto). 
2016 (8 nuevos miembros): Julie Adams (sóftbol), Jamie Dantzscher (gimnasia), Baron Davis (baloncesto), Natalie Golda (waterpolo), Chris Henderson (fútbol), Adam Krikorian (waterpolo), Mike Marsh (atletismo), y Wendell Tyler (fútbol americano).
2017 (9 nuevos miembros): Toby Bailey (baloncesto), Robin Beauregard (waterpolo), Monique Henderson (atletismo), Maurice Jones-Drew (fútbol americano), Bob Larsen (atletismo), Kristen Maloney (gimnasia), Brandon Taliaferro (voleibol), Gina Vecchione (sóftbol), y Bobby Field (fútbol americano).
2018 (8 nuevos miembros): Nikki Blue (baloncesto), Kevin Chappell (golf), Lynn Compton (béisbol y fútbol americano), Larry Farmer (baloncesto), Amanda Freed (sóftbol), Jenny Johnson Jordan (voleibol), Eric Lindroth (waterpolo), y Stella Sampras Webster (tenis).